# 平戸市立田平中学校
平戸市立田平中学校（ひらどしりつ たびらちゅうがっこう, Hirado City Tabira Junior High School）は、長崎県平戸市田平町荻田免にある公立中学校。平戸市田平地区（旧・田平町）唯一の中学校。
静かな山の中に位置し、周囲には田畑が広がる。2021年度の生徒数は161名で、8校ある平戸市立中学校の中では2番目に多い。

## 概要
歴史
1947年（昭和22年）の学制改革の際に発足した3校の中学校を前身とする。統合を経て1956年（昭和31年）に1校となった。
校区
以下の3つの小学校から生徒が集う。通学区域は住所表記で「平戸市田平町」の入る地域全域。
- 平戸市立田平北小学校
- 平戸市立田平東小学校
- 平戸市立田平南小学校

## 沿革
- 1947年（昭和22年）4月1日 - 学制改革（六・三制の実施）により、旧・国民学校の高等科を改組し、以下の新制中学校3校が発足。
  - 「南田平村立北中学校」 （南田平村立北小学校に併設。）
  - 「南田平村立南中学校」 （南田平村立南小学校に併設。）
  - 「田平村立田平中学校」 （旧・田平青年学校校舎を借用。）
- 1950年（昭和25年）12月11日 - 南田平村立の2校（北中学校・南中学校）を統合し、「南田平村立南田平中学校」を現在地に設置。
- 1954年（昭和29年）4月1日 - 田平村と南田平村が合併・町制施行し、田平町となる。
  - 南田平村立南田平中学校を「田平町立田平中学校」とする。
  - 田平村立田平中学校を「田平町立東中学校」とする。
- 1956年（昭和31年）4月1日 - 東中学校が「田平町立田平中学校」に統合される。
- 2005年（平成17年）10月1日 - 田平町が平戸市に編入されたことにより、「平戸市立田平中学校」（現校名）と改称。
- 2021年（令和3年）4月1日 - 長崎県立佐世保特別支援学校北松分校（小・中学部）が設置される[2]。
  - 同時に長崎県立北松農業高等学校内に併設されていた高等部分教室が北松分校高等部となった。

## 生徒会活動・部活動など
- 駅伝競技において県大会優勝等の実績が多くある[要出典]。

## 交通アクセス
最寄りの鉄道駅
- 松浦鉄道（MR）西九州線 「西田平駅」下車、徒歩約5分。

最寄りのバス停
- 西肥バス「荻田」バス停下車、徒歩約6分。

最寄りの道路
- 国道204号